# (9526) 1981 EC13
(9526) 1981 EC13 — астероїд головного поясу, відкритий 1 березня 1981 року.
Тіссеранів параметр щодо Юпітера — 3.270.